# الحرير ودائرة الشوك (مسلسل)
الحرير ودائرة الشوك هو مسلسل تلفزيوني عراقي عرض في عام 1998.

## الممثلون
- عبير فريد.
- تمارا محمود.
- عواطف السلمان.
- عبد الحكيم جاسم.
- غالب جواد.
- عادل عباس.
- أنعام الربيعي.
- مازن محمد مصطفى.
- التفات عزيز.
- إيمان محمد علي.
- حكمت القيسي.
- سهير عمران.
- حسام فريد.